# Campionato mondiale universitario di football americano 2020
Il campionato mondiale universitario di football americano 2020, quarta ed ultima edizione di tale competizione (World University Championship), avrebbe dovuto tenersi a Székesfehérvár, in Ungheria, dal 4 al 14 giugno 2020. La competizione è stata annullata a causa della pandemia di COVID-19.

## Stadi
Distribuzione degli stadi del campionato mondiale universitario di football americano 2020
| Székesfehérvár              | First Field (Székesfehérvár) |
| --------------------------- | ---------------------------- |
| First Field                 | First Field (Székesfehérvár) |
| 47°11′01.09″N 18°26′05.29″E | First Field (Székesfehérvár) |
| Capacità: 4000              | First Field (Székesfehérvár) |
| Altitudine:                 | First Field (Székesfehérvár) |
|                             | First Field (Székesfehérvár) |

## Partecipanti
- Australia
- Cile
- Giappone
- Gran Bretagna
- Messico
- Stati Uniti
- Ungheria